# نیک براون (تنیس‌باز)
نیک براون (انگلیسی: Nick Brown؛ زاده ۳ سپتامبر ۱۹۶۱) تنیس‌باز سابق و مربی تنیس اهل بریتانیا است.